# يوسف لعوافي
يوسف لعوافي (مواليد 19 يناير 1996، سكيكدة) هو لاعب كرة قدم جزائري يلعب لصالح نادي شباب بلوزداد في الرابطة الجزائرية المحترفة الأولى.

## المسيرة
وقع يوسف لعوافي في عام 2018 عقدًا لمدة ثلاث سنوات مع نادي وفاق سطيف. في 2021، وقع عقدًا لمدة ثلاث سنوات مع النجم الرياضي الساحلي.
انضم في عام 2022 إلى نادي شباب بلوزداد.